# Google Play Pass

Disponibilidad global de Google Play Pass

Google Play Pass es un servicio de suscripción de aplicaciones de Google para dispositivos Android. Fue lanzado el 23 de septiembre de 2019 en los Estados Unidos. En julio de 2020, el servicio se lanzó según lo planeado en otros países occidentales, incluidos Alemania, Australia y Canadá. Los suscriptores pueden acceder a las aplicaciones y juegos incluidos sin anuncios y compras dentro de la aplicación por una suscripción mensual o anual. Hay más de 460 títulos seleccionados disponibles bajo el servicio, que van desde rompecabezas hasta podcasts.

## Características
Google Play Pass brinda a los usuarios acceso a un catálogo seleccionado de una variedad de aplicaciones y juegos tomados directamente de Google Play Store sin anuncios ni la necesidad de compras adicionales en la aplicación. Play Pass se puede compartir con hasta otros cinco miembros de la familia.
Los desarrolladores de aplicaciones que deseen ofrecer su aplicación como parte de la suscripción pueden solicitar ser considerados para su inclusión en el servicio y, según Google, "recibirán regalías basadas en métodos algorítmicos que incorporan señales que capturan cómo los usuarios valoran todo tipo de contenido".